# Eskişehir
Eskişehir (wymowa turecka IPA [esˈciʃehiɾ], łac. Dorylaeum, gr. Δορύλαιον, Dorýlaion) – miasto w północno-zachodniej Turcji (region Środkowa Anatolia) nad rzeką Porsuk, stolica prowincji o tej samej nazwie, ośrodek akademicki (Osmangazi Üniversitesi i Uniwersytet Anadolu – jeden z największych na świecie).
Według danych z 2009 roku miasto zamieszkiwało 617 215 osób, z czego 305 999 stanowili mężczyźni, a 311 216 kobiety.
Eskişehir znany jest z produkcji chałwy (między innymi gatunków met helvası i nuga helva), czebureków oraz wydobywania sepiolitu. Na pobliskich wzgórzach można znaleźć gorące źródła.  Miasto znajduje się na 250 km na zachód od Ankary, 350 km na południowy wschód od Stambułu i 90 km na północny wschód od Kütahya. Prowincja obejmuje obszar 2678 km².

## Historia
Nazwa Eskişehir w języku tureckim oznacza dosłownie „Stare Miasto”; końcówka şehir pochodzi od perskiego słowa shahr, oznaczającego „miasto”. Eskişehir zostało założone około 1000 roku p.n.e. Przez starożytnych geografów było opisywane jako jedno z najpiękniejszych miast w Anatolii.

## Przemysł
Eskişehir jest jednym z największych ośrodków przemysłowych w Turcji, z wieloma nowoczesnymi gałęziami przemysłu, produkującymi: samochody ciężarowe, lokomotywy kolejowe, samoloty myśliwskie, sprzęt rolniczy, materiały włókiennicze, cegły, cement, chemikalia. Zajmuje się też przetwarzaniem cukru.

## Atrakcje
Eskişehir został odbudowany po wojnie o niepodległość Turcji (1919–1922). Do zabytkowych budynków, które przetrwały do dzisiaj, należy Kurşunlu Cami Meczet. W pobliżu Eskişehiru znajdują się ruiny starożytnego miasta Dorylaion.

## Klimat
Eskişehir ma surowy, suchy klimat kontynentalny ze śnieżnymi zimami oraz ciepłymi i suchymi latami. Najwięcej opadów przypada na okres wiosny i jesieni.

## Znani ludzie
- Azra Akın – miss świata
- Ayşegül Günay – aktorka
- Serpil Çakmaklı – aktorka
- Cüneyt Arkın – aktor
- Engin Öztürk – aktor
- Yılmaz Büyükerşen – burmistrz Eskişehir
- Zeki Sezer – lider DSP
- İlhan Mansız – piłkarz
- Neslihan Demir Darnel – siatkarka
- Ersan Ilyasova – koszykarz
- Kerem Gönlüm – koszykarz
- Ertugrul Algan – wykładowca, fotograf
- Battal Gazi – muzułmański święty z VIII wieku
- Yunus Emre – turecki poeta ludowy z XIII wieku

## Współpraca
Miejscowości partnerskie:
- Changzhou, Chiny
- Frankfurt nad Menem, Niemcy
- Kazań,  Rosja
- Kiszyniów, Mołdawia
- Paju,  Korea Południowa
- Saint-Josse-ten-Noode, Belgia
- Symferopol, Ukraina